# Skra bro

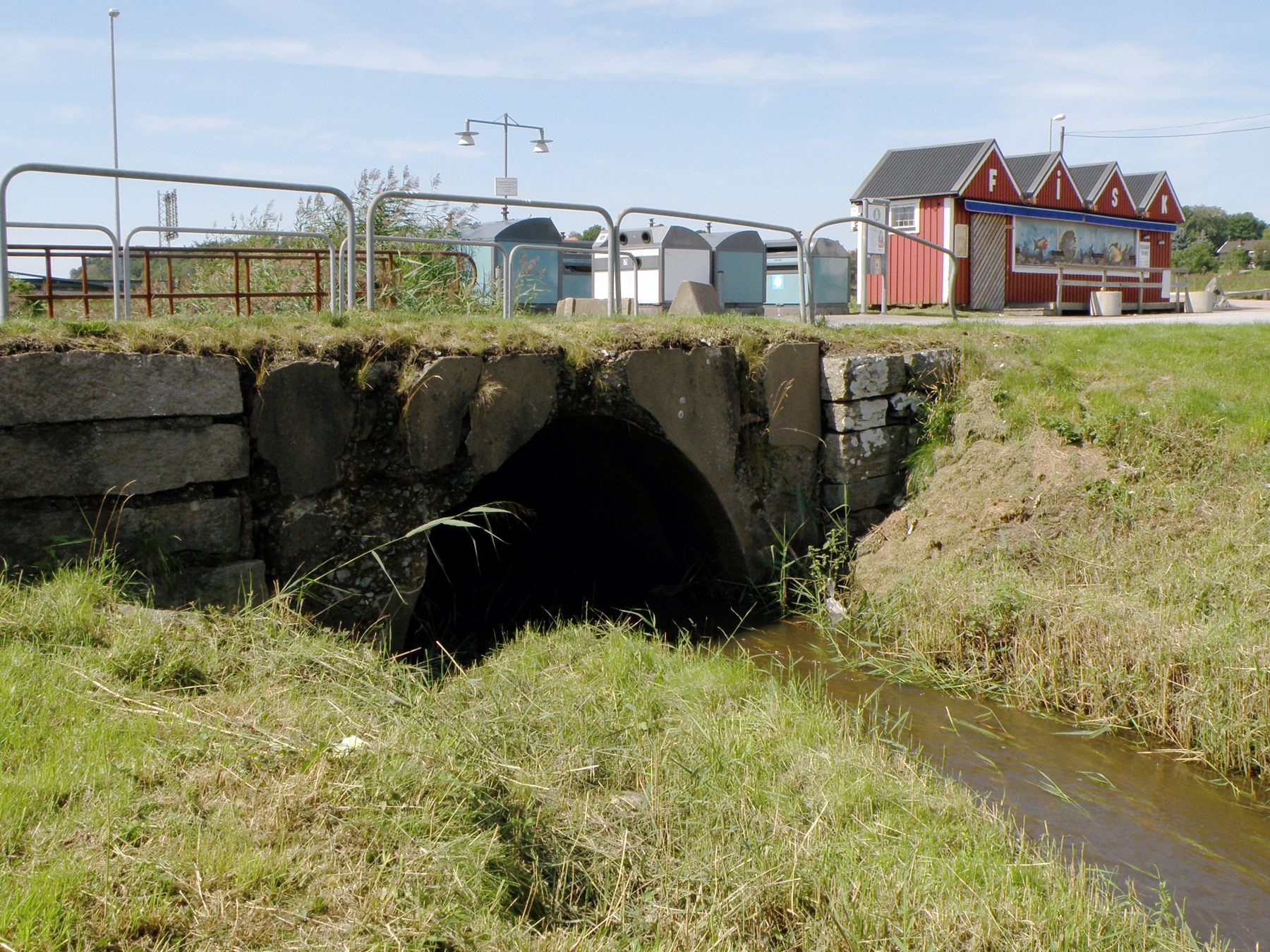
Skra Bro

Skra Bro är en gammal bro över Osbäcken på västra Hisingen, i Björlanda församling, och som numera har gett namn åt hela området runt bron.
Bron är numera endast gångbro mellan en pendelparkering med busshållplats och en matvaruaffär, och är ersatt av en större vägbro norr om rondellen vid Kongahällavägen/Björlandavägen/bussterminalen Skra Bro.
Rondellen vid Skra Bro är punkten där ansvaret för Kongahällavägen övergår från statliga Trafikverket (norrut) till det kommunala Trafikkontoret i Göteborg (söderut).
Namnet Skra Bro sägs komma av det skrapande ljudet från slädens medar som skrapade mot underlaget i töväder.